# Simon Kočevar
Simon Kočevar (* 21. Dezember 1990 in Postojna) ist ein slowenischer Biathlet.
Simon Kočevar startet für SK Kovinoplastika Lož. Der Student lebt und trainiert in Lož. 2003 begann er mit dem Biathlonsport, seit 2005 gehört er dem Nationalkader Sloweniens an. Seit 2006 bestreitet er internationale Rennen. Höhepunkt der ersten Saison war die Teilnahme an den Biathlon-Juniorenweltmeisterschaften 2007 in Martell, wo der Slowene 51. des Einzels, 31. des Sprints, 27. der Verfolgung und Elfter mit der Staffel wurde. Ein Jahr später kam er in Ruhpolding auf die Plätze 28 im Einzel, 56 im Sprint, 33 in der Verfolgung und 12 mit der Staffel. 2009 kam er in Canmore auf die Ränge 20 im Einzel, 26 im Sprint, 18 in der Verfolgung und 12 mit der Staffel. Zum vierten Mal nahm Kočevar in Torsby an einer Junioren-WM teil. Im Einzel belegte er den 49. Platz, wurde 26. des Sprints und 32. der Verfolgung. Im weiteren Verlauf des Jahres nahm er auch an den Juniorenrennen der Sommerbiathlon-Weltmeisterschaften 2010 in Duszniki-Zdrój teil und wurde dort Fünfter des Sprints und 15. der Verfolgung. 2011 trat der Slowene bei drei internationalen Meisterschaften an. Zunächst wurde er bei den Biathlon-Juniorenweltmeisterschaften 2011 in Nové Město na Moravě 15. des Einzels, 13. des Sprints sowie 23. der Verfolgung und hatte damit seine beste aller fünf Weltmeisterschaften. Es folgten die Juniorenrennen der Biathlon-Europameisterschaften 2011 in Ridnaun, wo er 30. des Einzels, 41. des Sprints und 40. der Verfolgung wurde. Für das Staffelrennen wurde er erstmals bei einem Großereignis zu den Männern berufen. Im weiteren Jahresverlauf nahm er auch an den Juniorenrennen der Sommerbiathlon-Weltmeisterschaften 2011 in Nové Město teil, wo er 25. des Sprints und 15. der Verfolgung wurde sowie mit Eva Urevec, Lili Drčar und Anže Povirk hinter der russischen Staffel die Silbermedaille gewann.
Seit 2008 startet Kočevar bei Rennen der Männer. Seine ersten Rennen bestritt er hier auf internationaler Ebene im Rahmen des IBU-Cups von Idre, wo er 76. und 53. in Sprints wurde. 2010 gewann er als 28. eines Sprints erste Punkte, in der folgenden Saison konnte er seine beste Leistung in Martell auf einen 16. Platz im Einzel verbessern. Bei der EM 2011 wurde er erstmals bei den Männern bei einer internationalen Meisterschaft eingesetzt und kam an der Seite von Peter Dokl, Vid Vončina und Povirk auf Platz neun im Staffelrennen.

## Biathlon-Weltcup-Platzierungen
Die Tabelle zeigt alle Platzierungen (je nach Austragungsjahr einschließlich Olympische Spiele und Weltmeisterschaften).
- 1.–3. Platz: Anzahl der Podiumsplatzierungen
- Top 10: Anzahl der Platzierungen unter den ersten zehn (einschließlich Podium)
- Punkteränge: Anzahl der Platzierungen innerhalb der Punkteränge (einschließlich Podium und Top 10)
- Starts: Anzahl gelaufener Rennen in der jeweiligen Disziplin
- Staffel: inklusive Mixed- und Single-Mixed-Staffeln

| Platzierung                    | Einzel | Sprint | Verfolgung | Massenstart | Staffel | Gesamt |
| ------------------------------ | ------ | ------ | ---------- | ----------- | ------- | ------ |
| 1. Platz                       |        |        |            |             |         |        |
| 2. Platz                       |        |        |            |             |         |        |
| 3. Platz                       |        |        |            |             |         |        |
| Top 10                         |        |        |            |             | 1       | 1      |
| Punkteränge                    |        |        |            |             | 1       | 1      |
| Starts                         | 2      | 3      |            |             | 1       | 6      |
| Stand: nach der Saison 2012/13 |        |        |            |             |         |        |